# Teoria delle piccole oscillazioni
Lo studio delle piccole oscillazioni o dei piccoli moti consiste nell'approssimazione lineare delle equazioni di Eulero-Lagrange nell'intorno di un punto di equilibrio stabile di un sistema meccanico conservativo a n gradi di libertà. In tal modo si ottengono informazioni utili, in generale, per il moto in un intorno della posizione d'equilibrio, e soprattutto in quei problemi in cui sono presenti oscillazioni periodiche, evitando la risoluzione generale delle equazioni stesse, più ardua in quanto del second'ordine. In questo intento si avvicina alle più generali equazioni di Hamilton per il moto.

## Approssimazione della Lagrangiana
La lagrangiana nella posizione di equilibrio viene approssimata nella posizione di equilibrio. Questo corrisponde ad una linearizzazione al secondo ordine del potenziale. 
In tal modo le soluzioni della nuova lagrangiana differiscono poco da quelle della lagrangiana originaria nei punti di equilibrio stabile, cosa che non avviene nei punti di equilibrio instabile: poiché l'equilibrio è stabile in quei punti una piccola differenza non provoca cambiamenti dell'equilibrio. La nuova lagrangiana è:
{\displaystyle {\mathcal {L}}'={\bar {T}}+{\bar {\nabla ^{-1}\mathbf {F} }}'={\frac {1}{2}}\sum _{i=1}^{n}\sum _{j=1}^{n}A_{ij}\cdot {\dot {q}}_{i}\cdot {\dot {q}}_{j}-{\frac {1}{2}}\sum _{i=1}^{n}\sum _{j=1}^{n}B_{ij}\cdot q_{i}\cdot q_{j}}
dove {\displaystyle A_{ij}=a_{ij}|_{\bar {q}}} e {\displaystyle B_{ij}=b_{ij}|_{\bar {q}}} sono la matrice dell'energia cinetica e l'hessiana di {\displaystyle \nabla ^{-1}\mathbf {F} } calcolati nella posizione di equilibrio stabile {\displaystyle {\bar {q}}}.
La nuova lagrangiana fornisce nuove equazioni di Lagrange della posizione di equilibrio che sono le equazioni linearizzate:
{\displaystyle \sum _{j=1}^{n}A_{ij}\cdot {\ddot {q}}_{j}+\sum _{j=1}^{n}B_{ij}\cdot q_{j}=0}
sistema di equazioni differenziali lineari del secondo ordine omogenee.

## Soluzioni delle equazioni linearizzate del moto

Moto di un pendolo quadruplo proiettato sui 4 modi normali di oscillazione del sistema linearizzato.. Siccome il sistema è non-lineare, questi modi sono accoppiati e l'energia meccanica può passare dall'uno all'altro.

Cercando soluzioni complesse del tipo {\displaystyle q_{j}=K_{j}e^{i\omega _{j}t}} si ricava che risolvere le equazioni del moto significa risolvere il problema agli autovalori {\displaystyle \lambda _{j}=\omega _{j}^{2}}:
{\displaystyle \operatorname {det} \left(B-\omega ^{2}A\right)=0}
Le soluzioni delle equazioni linearizzate sono della forma:
{\displaystyle q_{i}(t)=\sum _{k=1}^{n}C_{ik}q_{0}j(t)}
In definitiva risolvere il problema delle piccole oscillazioni intorno a posizioni di equilibrio corrisponde quindi a trovare una matrice diagonalizzante C, dove:
{\displaystyle q_{0j}(t)=\alpha _{j}\cos \left(\omega _{j}\cdot t+\beta _{j}\right)},
la matrice invertibile {\displaystyle C_{ij}} è composta dagli autovettori in colonna normalizzati soluzioni di: 
{\displaystyle \operatorname {det} \left(B-\omega _{j}^{2}A\right)u_{j}=0}
e {\displaystyle \alpha _{j}} e {\displaystyle \beta _{j}} sono costanti di integrazione deducibili dalle condizioni iniziali.
Le traiettorie {\displaystyle q_{0j}(t)} sono chiamati modi normali e le {\displaystyle \omega _{j}} sono dette pulsazioni proprie del sistema. Fisicamente {\displaystyle q_{0j}(t)} rappresenta allora un'oscillazione di frequenza {\displaystyle \omega _{j}={\sqrt {\lambda _{j}}}}: in pratica la soluzione delle equazioni linearizzate ci dice che il moto di un sistema ad n-gradi di libertà intorno alla posizione di equilibrio, nell'approssimazione di piccole perturbazioni, è composto da un numero n di moti armonici indipendenti l'uno dall'altro corrispondenti a tutte le frequenze possibili {\displaystyle \pm \omega _{j}}.